# Ким Ха Юн
Ким Ха Юн (кор. 김하윤,; род. 7 января 2000, Пусан) — корейская дзюдоистка, выступающая в весовой категории свыше 78 кг. Двукратный бронзовый призёр летних Олимпийских игр 2024 года, чемпионка мира 2025 года, чемпионка летних Азиатских игр 2022 года, призёр чемпионатов мира 2024 и 2025 годов, двукратный призёр чемпионатов Азии по дзюдо. Победительница турнира Большого шлема в Париже (2023 год).

## Биография
Ким Ха Юн родилась 7 января 2000 года в Пусане, в Южной Кореи.

## Карьера
Ким до 2017 года боролся в весовой категории свыше 70 килограммов. Она заняла второе место в 2016 году и стала победительницей чемпионата Азии среди юношей до 18 лет. С 2018 года выступает в весовой категории свыше 78 килограммов. В 2018 году победила на чемпионате Азии среди юношей до 21 года. На чемпионате мира среди юниоров 2019 года она проиграла в финале японке Рури Такахаши.
В 2022 году Ким заняла третье место на чемпионате Азии, финишировала пятой на чемпионате мира в Ташкенте, проиграв японке Вакабе Томите. В начале 2023 года Ким одержала победу на турнире Большого шлема в Париже. Три месяца спустя на чемпионате мира в Дохе Ким уступила бразильянке Беатрис Соуза в борьбе за бронзу.
В сентябре 2023 года в Ханчжоу прошли Азиатские игры. Ким победила китаянку Сюй Шиянь в финале и стала чемпионкой.
Весной 2024 года на предолимпийском чемпионате мира, который состоялся в Объединённых Арабских Эмиратах, Ким завоевала бронзовую медаль, победив в схватке за третье место именитую спортсменку из Италии Асю Тавано.
На летних Олимпийских играх 2024 года в Париже в категории свыше 78 кг Ким завоевала бронзовую медаль, победив в схватке за третье место турецкую спортсменку Кайру Сайит. В смешанном командном турнире также стала обладательницей бронзовой олимпийской медали.
В июне 2025 года на чемпионате мира в Будапеште в весовой категории свыше 78 кг завоевала золотую медаль. В схватке за титул одолела соперницу из Японии Мао Араи. В смешанном командном турнире завоевала серебряную медаль. 